# Booby Cay
Booby Cay är en ö i Bahamas.   Den ligger i distriktet Mayaguana District, i den sydöstra delen av landet, 600 km sydost om huvudstaden Nassau. Arean är 0,65 kvadratkilometer.
Terrängen på Booby Cay är mycket platt. Öns högsta punkt är 7 meter över havet. Den sträcker sig 1,0 kilometer i nord-sydlig riktning, och 1,9 kilometer i öst-västlig riktning.